# Becky 2
Becky 2 (Originaltitel: The Wrath of Becky) ist ein US-amerikanischer Action-Thriller von 2023. Regie führten Matt Angel und Suzanne Coote 
und ist die Fortsetzung von Becky Die Hauptrolle der Becky wird erneut von Lulu Wilson verkörpert. Der Antagonist wurde von Seann William Scott dargestellt.

## Handlung
Zwei Jahre nach den Ereignissen des ersten Films lebt die 16-jährige Becky bei einer älteren Frau namens Elena. Ihr ruhiges Leben wird gestört, als Mitglieder einer faschistischen Gruppe namens "Noble Men" in ihr Haus eindringen, Elena töten und ihren Hund Diego entführen. Becky gelingt die Flucht, und sie plant, Rache an den "Noble Men" zu nehmen, die einen größeren Angriff auf die Regierung planen.

## Produktion
November 2021 wurde bekannt gegeben, dass eine Fortsetzung von "Becky" in Entwicklung ist, mit dem Titel "Becky 2: The Wrath of Becky". Lulu Wilson kehrte in der Hauptrolle zurück, und Matt Angel sowie Suzanne Coote übernahmen Regie und Drehbuch. Die Dreharbeiten fanden im Frühjahr 2022 statt.

## Veröffentlichung
Der Film feierte seine Premiere beim South by Southwest Film Festival am 11. März 2023. Anschließend wurde er am 26. Mai 2023 in den USA in ausgewählten Kinos und als Video-on-Demand veröffentlicht. In Deutschland wurde "Becky 2" am 23. Mai 2024 von Dolphin Medien auf 4K UHD, Blu-ray und DVD veröffentlicht.

## Rezeption
„[...] Wie der erste Teil liefert der Film bewusst trashige, mit comichaft überzeichneter Gewalt auftrumpfende Action, wobei Handlung und Dialoge etwas schlüssiger ausfallen als im Vorgängerfilm.“

Becky 2 erhielt überwiegend positive Kritiken. Auf Rotten Tomatoes hält der Film eine Zustimmungsrate von 89 % basierend auf 56 Kritiken, mit einer durchschnittlichen Bewertung von 7,7/10. Bei Metacritic hat der Film eine gewichtete Durchschnittsnote von 51/100, basierend auf 9 Kritiken, was auf „gemischte oder durchschnittliche Kritiken“ hinweist.